# Нова точка
Нова точка (каз. Новая точка) — село у складі Теректинського району Західноказахстанської області Казахстану. Входить до складу Анкатинського сільського округу.
У радянські часи село називалось Нова Точка.
Населення — 3 особи (2021; 62 у 2009, 160 у 1999, 240 у 1989).